# Lyman (Wyoming)
Lyman is een plaats (town) in de Amerikaanse staat Wyoming, en valt bestuurlijk gezien onder Uinta County.

## Demografie
Bij de volkstelling in 2000 werd het aantal inwoners vastgesteld op 1938.
In 2006 is het aantal inwoners door het United States Census Bureau geschat op 1962, een stijging van 24 (1,2%).

## Geografie
Volgens het United States Census Bureau beslaat de plaats een oppervlakte van
3,8 km², geheel bestaande uit land.

## Plaatsen in de nabije omgeving
De onderstaande figuur toont nabijgelegen plaatsen in een straal van 76 km rond Lyman.